# ONE PIECE エピソードオブナミ 〜航海士の涙と仲間の絆〜
『ONE PIECE エピソードオブナミ 〜航海士の涙と仲間の絆〜』（ワンピース エピソードオブナミ こうかいしのなみだとなかまのきずな）は、2012年8月25日に土曜プレミアム枠で放送された、テレビアニメ『ONE PIECE』のスペシャル番組。

## 概要
映画『エピソードオブアラバスタ』および『エピソードオブチョッパー+』に続く、原作を元にしたリメイク作品。放送当時テレビシリーズで進行中だった「魚人島編」と関係が深い、ナミを中心とした物語である「アーロンパーク編（ナミ編）」を描く。
作品初の2時間テレビスペシャルで、完全新作画で制作された。制作にあたっては、2011年の『エピソードオブアラバスタ』のテレビ放送時に15分の新作映像を入れたのが好評となり、フジテレビから本作のプランが持ち上がった。
同日に放送された『リアルスコープZ』番組内では、製作現場に潜入する特集が組まれた。その縁で、番組レギュラーの上地雄輔と佐藤勝利（Sexy Zone）が村人役として特別出演を果たした。また、主題歌を担当したAAAのメンバーの一人、西島隆弘も魚人海賊役でゲスト出演している。
2012年11月30日、Blu-rayとDVDが発売された。

## キャスト
麦わらの一味
- モンキー・D・ルフィ - 田中真弓
- ロロノア・ゾロ - 中井和哉
- ナミ - 岡村明美
- ウソップ - 山口勝平
- サンジ - 平田広明
- トニートニー・チョッパー - 大谷育江
- ニコ・ロビン - 山口由里子
- フランキー - 矢尾一樹
- ブルック - チョー
チョッパー以降のメンバーは、エンディング後の新世界編のシーンに登場するのみである。
放送当時、ジンベエは麦わらの一味に加入していない。

アーロン一味
- アーロン - 小杉十郎太
- はっちゃん - 森川智之
- クロオビ  - 江川央生
- チュウ  - 小野坂昌也

ココヤシ村の人々
- ベルメール - 日髙のり子
- ゲンゾウ - 塩屋浩三
- ノジコ - 山崎和佳奈
- Dr.ナコー - 麻生智久
- 村人 - 藤井ゆきよ、照井春佳、南山裕希、渡辺未来、佐々木智代、上地雄輔、佐藤勝利

その他
- ヨサク - 徳山靖彦
- ジョニー - 高塚正也
- ネズミ - 西脇保
- クロ - 橋本晃一
- ジャンゴ - 矢尾一樹
- シャム - 小野坂昌也
- ブチ - 高戸靖広
- ジュラキュール・ミホーク - 掛川裕彦
- 魚人海賊 - 西島隆弘
- 魚人 - 服巻浩司、増谷康紀、三浦祥朗、松原大典
- 海賊 - 田中一成、藤本たかひろ、荒井聡太

## スタッフ
- 原作 - 尾田栄一郎
- 企画 - 情野誠人、柴田宏明
- 監督 - 所勝美
- 脚本 - 上坂浩彦
- 製作担当 - 黒木耕次郎
- 音楽 - 田中公平、浜口史郎
- キャラクターデザイン - 中谷友紀子
- 美術監督 - 渡辺佳人
- 色彩設計 - 堀田哲平
- 撮影監督 - 五十嵐慎一
- 作画監督 - 中谷友紀子、井手武生
- 色指定補佐 - 足利裕一、堀田雅一
- デジタル特殊効果 - 中野倫明、国分優美子、加藤良高、森綾
- 編集 - 牧信公
- 録音 - 渡辺絵里奈
- 効果 - 新井秀徳
- 選曲 - 神保直史
- 録音助手 - 藤村聡
- 記録 - 小川真美子
- 演出助手 - 平池綾子、後藤康徳
- 制作進行 - 柏倉幸恵、田中太郎
- 美術進行 - 澤田真央起
- 動画・仕上進行 - 黒田進
- 音楽協力 - 矢崎直樹、川口真太郎、小西岳夫
- 録音スタジオ - タバック
- オンライン編集 - 東映デジタルラボ
- 広報 - 熊谷知子
- 制作協力 - 東映
- 制作 - 東映アニメーション、フジテレビ

## 主題歌
「ウィーアー!」
作詞 - 藤林聖子 / 作曲 - 田中公平 / 編曲 - ats- / 歌 - AAA